# 川澄奈穂美
川澄 奈穂美（かわすみ なほみ、1985年9月23日 - ）は、長崎県長崎市生まれ、神奈川県大和市出身の女子サッカー選手。アルビレックス新潟レディース所属。元サッカー日本女子代表。ポジションはフォワード、ミッドフィールダー。日本サッカー協会常任理事。JFAアスリート委員会委員。日本体育大学体育学部体育学科卒業。

## 来歴

### ユース
高座みどり幼稚園、大和市立中央林間小学校、大和市立つきみ野中学校卒。3歳上の姉の影響でサッカーを始め、小学2年生のときに地元の少女サッカーチーム「林間SCレモンズ」に入団。ここで川澄は上尾野辺めぐみと出会うことになる。小学校6年生の夏に静岡県静岡市で開催された全国少年少女草サッカー大会「清水カップ」で、川澄と上尾野辺の2人の活躍で人生で初めての「日本一」に輝いている。その後、上尾野辺らとともに女子サッカーの名門「日テレ・ベレーザ」の下部組織である「日テレ・メニーナ」のセレクションを受けるが落選。メニーナに受からなかったことで、地元の中学では女子がサッカーを続けられる環境が整っていなかったため川澄らはサッカーを続けられなくなる可能性があったが、林間SCレモンズの代表であった加藤貞行が彼女らの受け皿になるために創設した新チーム「大和シルフィード」に中学1年生のときから所属し、中高6年間で練習に1日も休まず参加した。大和シルフィードでプレーしたこの期間では全国のタイトルには手が届かなかったが、高校3年のときに「ティファール・カップ レディース・フットサル大会 (後の全日本女子フットサル選手権大会)」というフットサルの大会で全国優勝している。弥栄西高校時代は大和シルフィードの活動と部活を掛け持ちしており、部活ではキャプテンを務めていた。高校卒業後、日本体育大学に進学、4年連続で全日本大学女子サッカー選手権大会に出場し、2004年の第13回大会と2007年の第16回大会で2度優勝を経験している。2005年にはトルコ・イズミルで開催されたユニバーシアードで全6試合に出場し、銅メダルを獲得した。

### シニア

#### INAC神戸レオネッサ
2008年、INAC神戸レオネッサに入団。大学4年生の1月にはまだ進路先が決まっていなかったが、最後に声をかけてもらったINAC神戸に入団を決めたという。川澄は1月の下旬に1度神戸へ練習見学に行っており、そのときのINAC神戸の印象について「その時は代表選手がいなかったんですけど、ゲームを見たらすごくスピーディーで攻撃的で楽しそうでした」「一年中ブラジル代表のプレッタと練習が出来るというのが魅力でした」と語っている。入団時の背番号は13で、当初は試合終盤のスーパーサブとして途中出場することが多く、リーグでは21試合に出場して3得点だった。なでしこリーグオールスターのなでしこWESTチームに選出され、途中出場で1得点を挙げた。このオールスターでの川澄のプレーを見た元サッカー日本女子代表の大竹七未は、「フレッシュさとスピードに乗ったドリブルからのシュートやパス。とても魅力ある選手」「4年後が楽しみ」と自身のブログで絶賛している。
2009年、この年から背番号9を背負い、ウイングのポジションを獲得し、米津美和、高瀬愛実と3トップを形成しリーグ戦で21試合で10得点を挙げた。オールスターにはファン投票で選出され、スタメン出場を果たした。
2010年、リーグでは18試合に出場し8得点し、自身初のなでしこリーグベストイレブンに選出された。オールスターには3年連続で選出され、スタメン出場。2011年元日に行われた第32回全日本女子サッカー選手権大会決勝の浦和レッズ・レディース戦では、川澄のゴールで先制し後半に同点に追いつかれるが、PK戦で最後のキッカーを務め、冷静にシュートを決めてチームに初タイトルをもたらした。
2011年はキャプテンに任命される。9月23日のジェフユナイテッド千葉レディース戦では、自身の誕生日を祝う2発のバースデーゴールを挙げた。11月6日、勝てば優勝が決まる日テレ・ベレーザ戦では、川澄が先制ゴールを決めるも引き分けに終わったが、次節11月12日のASエルフェン狭山FC戦を川澄のゴールなどで快勝、チーム初のリーグ優勝を成し遂げた。さらにチームメイトの大野忍と並ぶ全12ゴールで自身初のリーグ得点王のタイトルを獲得、リーグの年間表彰式で最優秀選手賞(MVP)とベストイレブンも獲得し、得点王と合わせ個人タイトル三冠を達成した。
同年11月30日に東日本大震災のチャリティーマッチとして国立霞ヶ丘競技場陸上競技場で開催された「TOYOTA Vitz CUP」でイングランド女子リーグ・FA WSLの強豪アーセナル・レディースと対戦した。試合は1-1の引き分けに終わったが、チ・ソヨンによるINACの先制ゴールの起点となり、アシストを記録した。このときアーセナルを率いていたローラ・ハービー監督は2013年から米・NWSLのシアトル・レインFCを率いることになり、2014年に実現した川澄のシアトル・レインへのレンタル移籍はこのときの対戦がきっかけとなっている。
同年の第33回全日本女子サッカー選手権大会では、準々決勝で相手選手との接触で左手甲を負傷し途中交代するアクシデントがあったが、準決勝では2ゴール1アシストの活躍を見せ、決勝戦でも攻撃の起点となり、チームの大会連覇とリーグとの2冠に貢献した。
2012年、ロンドンオリンピックに向けて負担を軽減することや、元々一年ごとにキャプテンが交代するチームの方針もあり、キャプテンを退任した。
同年2月にINAC神戸レオネッサのスペイン遠征に帯同、FCバルセロナの女子チームと東日本大震災の復興支援のための慈善試合を行った。この試合で川澄は4-3-3の左FWとして先発し、ドリブル突破でスタンドを何度も沸かせた。川澄のプレーを見た現地メディアは「スキャンダラスなくらい素晴らしい選手」と絶賛し、相手の監督も「今日の試合では川澄のプレーが一番印象的だった」「スピードがあり、アグレッシブで、積極的に攻撃を仕掛ける」と称えた。川澄は男子のバルセロナのファンであることを公言しており、この試合について自身のブログで「本物のバルセロナのユニフォームを着る相手と試合したなんて夢のようです」と感想を述べている。
リーグ戦では全試合に出場しチームのリーグ連覇に貢献し、自身もベストイレブンに選出された。
2013年、2年ぶりにチームキャプテンに復帰した。4月27日のベガルタ仙台レディース戦でリーグ戦出場100試合をデビューから連続で達成した。同年12月23日に行われた第35回皇后杯の決勝アルビレックス新潟レディース戦は延長戦を含め120分で決着が着かずPK戦にまでもつれたが、3-3で迎えた5人目のキッカーを務めた川澄がゴールの左隅に決め、皇后杯4連覇を達成。この年INAC神戸はなでしこリーグ・なでしこリーグカップ・国際女子サッカークラブ選手権・皇后杯を制し、日本の女子サッカーリーグでは初めてとなる国内4冠を達成。主将としてチームを牽引した川澄は「４冠ってこんなに重いんですね。４冠は別格だと感じる」、「4冠と言いますけど、今年は苦しい中で獲ったタイトル」と語った。

##### シアトル・レインFC
2014年3月、アメリカのプロリーグ・NWSLのシアトル・レインFCへ半年間の期限付きで移籍。20試合で9ゴール5アシスト、2度の週間MVPを獲得し、チームのシーズン１位 に貢献。リーグのベストイレブンに選出された。また、この年のAFC女子年間最優秀選手賞とFIFA最優秀選手賞の候補に宮間あやとともに選出された。

#### INAC神戸レオネッサ
2014年9月1日、レンタル移籍の期間を満了し、INAC神戸レオネッサに復帰。
2015年12月27日、第37回皇后杯決勝アルビレックス新潟レディース戦。後半33分の右CKでキッカーを務め、この試合が現役最後の試合となった澤穂希の決勝点となるヘディングゴールを演出した。試合後に川澄は「澤さんにゴールをプレゼントしたいからと神様にお願いしました」と語っている。
2016年4月30日、プレナスなでしこリーグ1部第6節浦和レッズレディース戦に先発出場し、通算150試合出場を達成した。
同年6月16日、シーズン途中にINAC神戸レオネッサを退団することを表明し、翌17日、アメリカのプロリーグ・NWSLのシアトル・レインFCへ完全移籍することが発表された。

#### シアトル・レインFC
2016年7月3日、復帰初戦となったNWSL第11節のボストン・ブレーカーズ戦で先発出場を果たすと、2ゴールを挙げる活躍でチームを2-0の勝利に導き、自身3度目となるNWSL週間MVPに選出された。
2017年5月13日に行われたNWSL第5節ワシントン・スピリット戦で1得点4アシストを記録し、チームを6-2の勝利に導いた。この活躍で自身4度目のNWSL週間MVPに選出された。同月27日に行われた第7節ヒューストン・ダッシュ戦では1アシストを記録し、チームの2-0の勝利に貢献した。5月はリーグ新記録となる1試合4アシストをマークするなど、5アシスト1ゴールの活躍でチームの月間成績2勝2引き分けに貢献し、リーグの月間ベストイレブンに選出された。

##### INAC神戸レオネッサ
2016年10月、NWSLのシーズン終了後、期限付き（2016年12月31日まで）でINAC神戸レオネッサに加入した。

#### スカイ・ブルーFC / NJ/NY ゴッサムFC
2019年1月、シアトル・レインFCからトレードにてスカイ・ブルーFC (現 NJ/NY ゴッサムFC)へ移籍。背番号は9。
2021年8月21日、古巣の対OLレイン戦で日本人選手として初めてNWSL通算100試合出場を達成した。
2023年7月8日、シーズン途中ながら出場機会を求めてゴッサムFCを退団することが発表された。

##### INAC神戸レオネッサ
2020年8月、COVID-19の影響でNWSLレギュラーシーズン開催が不透明であった為、期限付き（2020年12月31日まで）でINAC神戸レオネッサに加入した。

#### アルビレックス新潟レディース
2023年7月23日、アルビレックス新潟レディースへの加入が発表された。2023-24シーズンのチームキャプテンに就任した。

### 代表
2008年5月31日、AFC女子アジアカップのチャイニーズタイペイ戦で代表デビューを果たすが、同年の北京オリンピックの代表メンバーには選出されなかった。
2011年3月4日、アルガルヴェ・カップのフィンランド戦で代表初得点を挙げる。
2011年FIFA女子ワールドカップ・ドイツ大会では、大会当初はベンチメンバーとしてわずかな出場時間だったが、準決勝スウェーデン戦で、不調のエース永里(当時)に変わってスタメンに抜擢されると、前半18分に左サイドの宮間あやからのクロスに飛び込んで同点ゴール。さらに逆転後の64分には、相手GKが安藤と競り合いながらクリアしたことでがら空きになったゴールに、約30mのロングシュートを蹴りこみ、3-1とスウェーデンを突き放した。このゴールはFIFAのゴール・オブ・ザ・デイにも選出された。川澄のスタメン起用について佐々木則夫監督は「日本代表の中でも群を抜いてすばらしくスタミナのある選手」である川澄をトップに置くことで、前線からのプレスをより徹底し、スウェーデンの攻撃パターンのひとつであるロングボールの出所を抑えるという意図があったという。この2得点の活躍により決勝アメリカ戦でも引き続きスタメンで起用された。延長前半14分にワンバックのゴールで勝ち越されるが、このような状況でも川澄は「このぐらいの方が楽しいよね」と話していたといい、延長後半に澤のゴールで追いつきPK戦に突入した時にも「こんな状況はめったにない。楽しむしかない」と言っていたという。PK戦ではGK海堀あゆみの好守などでアメリカが立て続けに3本を失敗すると、日本は男女通じて初の世界大会優勝を決めた。試合後に川澄は「まだ夢を見ているみたい」「楽しい大会だった」とコメントしている。
9月1日からのロンドンオリンピック・アジア最終予選では、主に2列目の左サイドで全5試合すべてに先発出場し2得点1アシストを挙げた。
2012年のアルガルヴェ・カップでは、初戦のノルウェー戦で決勝ゴール、決勝のドイツ戦でもチームは敗れたが1得点を挙げた。ロンドンオリンピックでは、グループリーグ第1戦のカナダ戦で先制ゴールを挙げるなど全6試合に出場し、日本代表初の銀メダル獲得に貢献した。
2013年のアルガルヴェ・カップでは、初戦のノルウェー戦で自身初の代表キャプテンを務めた。また、3戦目のデンマーク戦で先制ゴールを決め、節目の代表通算10ゴールとなった。
2014年5月にベトナムのホーチミンで開催された2014 AFC女子アジアカップの準決勝中国戦では、90分で決着が付かず120分の激闘となったが、川澄は延長後半に自陣からのカウンターでドリブルで持ち上がるなど、底知れぬスタミナを見せつけた。試合はラストプレーとなった延長後半120分に宮間あやのコーナーキックから岩清水梓がヘディングで合わせたゴールが決勝点となり、劇的な日本の勝利に終わった。川澄は試合直後のインタビューで「楽しかったです」と笑顔で答えた。
2015年のFIFA女子ワールドカップ・カナダ大会。準決勝のイングランド戦で、後半47分に川澄が右サイドからクロスを放つとこれをクリアしようとしたイングランドDFのラウーラ・バセットに当たってそのままオウンゴールとなり、これが決勝点となり日本の二大会連続決勝進出という劇的な幕切れを演出した。
2016年リオデジャネイロオリンピックのサッカー女子アジア最終予選のメンバーに選出され、川澄はベトナム戦で1得点を挙げたものの、チームは予選3位となり五輪出場権を逃した。
2018年3月、AFC女子アジアカップ ヨルダン大会（2019 FIFA女子ワールドカップ予選）の日本代表メンバーに招集され、約2年ぶりに代表に復帰した。

## 人物・エピソード
- アルビレックス新潟レディースの上尾野辺めぐみとは幼馴染である。小学生時代、川澄と上尾野辺は2人1組の練習ではいつも一緒で、互いに切磋琢磨しながら上達していった。上尾野辺は視力が低かったが、背番号が見えないときも、川澄とボールだけは見えていたというほどのコンビネーションだった[8]。川澄は上尾野辺について「メグのほうが全然上手かった」「メグがいたからこそ、ずっと頑張ってこれた」「『親友』、いえ、それ以上の存在」と語っている[113]。2023年にアルビレックス新潟レディースに加入する際の決め手は、上尾野辺の「地球3個分」の想いを込めたオファーであったと語っている[114]。
- 澤穂希には小学生時代から憧れを抱き、小学6年の時に所属チームの優勝記念で、上尾野辺めぐみとともに澤のひざの上に乗り記念写真を撮影してもらっている[115]。さらに日本体育大学在学時の2004年4月24日、アテネオリンピックアジア最終予選の北朝鮮戦を国立競技場で観戦し、ひざの故障をおして奮戦する澤を見て「澤さんと一緒にピッチに立って世界の頂点に立つ」という明確な目標ができたと語っており、この夢が2011年FIFA女子ワールドカップ・ドイツ大会で成就したことになる[116][117]。
- 幼なじみの佐藤愛香（後のろう者サッカー女子日本代表GK[118]、映画「アイ・コンタクト」に出演）を小学生の時にサッカーに誘い、上尾野辺同様高校までチームメートとしてプレーした。佐藤には生まれつき聴覚障がいがあったが、ゴールキーパーとしてプレーし、小学生のときの「清水カップ」での優勝のほか、高校フットサルの全国大会でも一緒に優勝している[119]。INAC神戸の試合で掲げられる横断幕の一つには、佐藤が川澄の似顔絵を描いたものがある[120]。
- 中学・高校の体育教員免許を持っている[121]。
- 手先が器用でネイルアートが得意であり、2011 FIFA女子ワールドカップやロンドンオリンピック・アジア最終予選で自らや他の選手が施していたネイルアートも川澄の手によるもの[122]。また、チームメイトの誕生日にケーキを自作するなど、料理やお菓子作りが得意である[123]。
- 2011年にFIFA女子ワールドカップドイツ大会で優勝したことで報道が過熱した際には、メディアが「川澄ちゃん」や「おしゃれ番長」という愛称を使うことがあったが、川澄はこのことに対して「あんまりいい気はしないですよね。澤さんみたいに普通に呼んでいただければ。川澄でお願いします。おしゃれ番長も…。あんまりおしゃれでもないですし」と話し、報道陣に異例のお願いをした[124]。ただし一般のファンに対しては「ファンのみなさんは私のこと好きに呼んでくれてかまいませんよ」と自身のブログで補足している[125]。また、この時期には複数の芸能事務所などからマネジメント契約の申し出がクラブを通じてあったが、「サッカー選手として勝負したい」ということで全て断ったという[126]。
- 2007年4月、川澄が当時大学4年のときに、練習試合中に左膝前十字靱帯を断裂している。手術を要する全治８カ月の重傷だったが、川澄は「悲壮感はなかった」「リハビリ期間中にしかできないことをやろうと、前向きに考えられていました」と語っている[127]。このリハビリ期間に徹底的に体幹トレーニングを行ったことにより、当たり負けしない身体になったと語っている[128]。
- INAC神戸2年目だった2009年当時、日体大4年だった有吉佐織が左膝前十字靭帯を断裂したと聞き、自らも同じ箇所を断裂した経験がある川澄は、自身が使用したリハビリ器具とともに、「メッセージ付き詩集」を贈呈した。アルバムのようなノートに、チョイスした「元気が出る詩」を手書きしたもの。感激した有吉は、今でもときどき、その詩集をめくっては気合を入れているという。[129][130]
- 海外でプレーすることについては「もともと海外志向ではない」「国内でも自分がやることをしっかりやれば、世界に通用する選手になれる」[131]、「自分のキャリアの中で海外に行きたいと思う瞬間があれば、行きたい」[132] という考えを披露している。
- 2014年に期限付きで移籍したシアトルでは、チームメートやファンから「ナホ(NAHO)」や「ホーミー(HOMI)」の愛称で親しまれた[133]。また、川澄が行っていた体幹トレーニングをチームで取り入れることになり、その時間はチームメートから「センセイ(SENSEI)」と呼ばれていた[134]。
- 2015年にグーグルにより発表された統計によると、「2014-2015に世界で最も検索された女子サッカー選手」の第4位にランクインした。[135](第1位はアメリカ女子代表のホープ・ソロ、2、3位には同じくアメリカ代表のアレックス・モーガン、アビー・ワンバックが続いてランクインしている)
- スパイクはチームの用具係にまかせず、自分で管理している[136]。
- 2024年3月、現役選手として初のJFA常任理事に抜擢された[137][138]。

## 評価
- 2011年のFIFA女子ワールドカップ準決勝スウェーデン戦の2ゴールで一躍世間の注目を集め「シンデレラガール」と称されることもあったが、川澄は前年にすでになでしこリーグのベストイレブンに選出されており、また2011年のW杯を迎えた時点ではリーグの得点ランクのトップだったこともあり、当時INAC神戸の監督であった星川敬は、「シンデレラ物語でも何でもない」「これまで日本のメディアはいい選手を逃しすぎだった」と発言している[139]。
- INAC神戸では2011年と2013年の2度、主将を務めている。2011年当時の監督であった星川敬は「あれほどうちのチームにとって主将としての適任者はいない。プレーで見せて対外的なことも全部やってチームの若手のことまで目を配って」と絶賛しており[140]、2014年に川澄から主将を引き継いだチームメートの高瀬愛実は「ナホさんは完璧なキャプテンだったと思います。プレーで見せてくれるし、周りも見えてる。締めるところは締めるけど、常にガツガツしているわけでもなく力が抜けていて、自分のプレーにも集中できている。人前に立った時の発言でも、『チームを代表しているだけあるな』と思ってました」と語っている[141]。
- 2014年にレンタル移籍したシアトル・レインFCのチームメートであったアメリカ代表のMFミーガン・ラピノーは「サッカー選手としてナホはただただ素晴らしい。チームで一番大きいわけでも速いわけでもないけど、ピッチの上でどう動けばスペースをつけるかを知っている。だからゴールもアシストもできる。彼女はそのプレースタイルを、日本代表からこのチームにもたらした。」と称賛した[142]。また、アメリカの女子サッカー専門サイト『The Equalizer』のダン・ロレッタ記者は「2014年のリーグを席巻した、女子で世界最高のクロッサー」と評した[143]。
- INAC神戸レオネッサで2シーズン、シアトルでも1シーズン川澄と一緒にプレーしたベヴァリー・ゴーベル・ヤネズは、インタビュー取材で自分がチームメートとしてプレーしたことのある選手の中のベストプレイヤーの1人として川澄の名前を挙げており、「ナホのプレーには本当に無駄がなくて、ゲームを読む能力はワールドクラスです。私は彼女と一緒にプレーすることで本当に多くのことを学びました。ナホはずっと、私の大好きな選手の一人です。」と述べている。[144]
- 2014年にシアトル・レインFCで川澄を約半年間指導したローラ・ハービーは、翌年のFIFA女子W杯カナダ大会で日本代表としてプレーする川澄に対して「ナホの才能は明らかに豊か。また一緒にサッカーがしたい」とエールを送った[145]。
- アルビレックス新潟レディースで2023-24シーズンの主将を務めた川澄に対して、監督の橋川和晃はシーズンの総括で「厳しいことも言えるし、物事を俯瞰して、いろんなことをまとめたり出来る。チームの中心にいて、まさに太陽みたいな存在だった」と述べた[146]。

## 所属クラブ
- 1993年 - 1997年 林間SCレモンズ
- 1998年 - 2003年 大和シルフィード（弥栄西高校）
- 2004年 - 2007年 日本体育大学
- 2008年 - 2014年2月 INAC神戸レオネッサ
  - 2014年3月 - 2014年8月 シアトル・レインFC (期限付き移籍)
- 2014年9月 - 2016年6月 INAC神戸レオネッサ
- 2016年7月 - 2018年12月 シアトル・レインFC
- 2019年1月 - 2023年7月 スカイ・ブルーFC / NJ/NY ゴッサムFC
  - 2020年8月 - 2020年12月 INAC神戸レオネッサ (期限付き移籍)
- 2023年7月 - 現在 アルビレックス新潟レディース

## 個人成績

### クラブ
| クラブ                       | シーズン       | リーグ         | 背番号 | リーグ戦 | リーグ戦 | カップ戦 | カップ戦 | リーグ杯 | リーグ杯 | AFC  | AFC  | その他 | その他 | 合計 | 合計 |
| クラブ                       | シーズン       | リーグ         | 背番号 | 出場     | 得点     | 出場     | 得点     | 出場     | 得点     | 出場 | 得点 | 出場   | 得点   | 出場 | 得点 |
| ---------------------------- | -------------- | -------------- | ------ | -------- | -------- | -------- | -------- | -------- | -------- | ---- | ---- | ------ | ------ | ---- | ---- |
| INAC神戸レオネッサ           | 2008           | なでしこ Div.1 | 13     | 21       | 3        | 4        | 2        | —        | —        | —    | —    | —      | —      | 25   | 5    |
| INAC神戸レオネッサ           | 2009           | なでしこ Div.1 | 9      | 21       | 10       | 3        | 0        | —        | —        | —    | —    | —      | —      | 24   | 10   |
| INAC神戸レオネッサ           | 2010           | なでしこ       | 9      | 18       | 8        | 4        | 2        | 5        | 2        | —    | —    | —      | —      | 27   | 12   |
| INAC神戸レオネッサ           | 2011           | なでしこ       | 9      | 16       | 12       | 4        | 2        | —        | —        | —    | —    | -      | -      | 20   | 14   |
| INAC神戸レオネッサ           | 2012           | なでしこ       | 9      | 18       | 8        | 4        | 1        | 5        | 2        | —    | —    | 3      | 0      | 30   | 11   |
| INAC神戸レオネッサ           | 2013           | なでしこ       | 9      | 18       | 12       | 4        | 2        | 10       | 5        | —    | —    | 2      | 1      | 34   | 20   |
| INAC神戸レオネッサ           | 2014           | なでしこ       | 9      | 9        | 1        | 2        | 0        | —        | —        | —    | —    | -      | -      | 11   | 1    |
| INAC神戸レオネッサ           | 2015           | なでしこ1部    | 9      | 23       | 4        | 5        | 1        | —        | —        | —    | —    | —      | —      | 28   | 5    |
| INAC神戸レオネッサ           | 2016           | なでしこ1部    | 9      | 11       | 2        | 1        | 0        | 3        | 0        | —    | —    | —      | —      | 15   | 2    |
| INAC神戸レオネッサ           | 2020           | なでしこ1部    | 36     | 9        | 0        | 1        | 0        | —        | —        | —    | —    | —      | —      | 10   | 0    |
| INAC神戸レオネッサ           | 通算           | 通算           | 通算   | 164      | 60       | 32       | 10       | 23       | 9        | 0    | 0    | 5      | 1      | 224  | 80   |
| シアトル・レインFC           | 2014           | NWSL           | 36     | 22       | 9        | —        | —        | —        | —        | —    | —    | —      | —      | 22   | 9    |
| シアトル・レインFC           | 2016           | NWSL           | 36     | 10       | 3        | —        | —        | —        | —        | —    | —    | —      | —      | 10   | 3    |
| シアトル・レインFC           | 2017           | NWSL           | 9      | 24       | 6        | —        | —        | —        | —        | —    | —    | —      | —      | 24   | 6    |
| シアトル・レインFC           | 2018           | NWSL           | 9      | 14       | 0        | —        | —        | —        | —        | —    | —    | —      | —      | 14   | 0    |
| シアトル・レインFC           | 通算           | 通算           | 通算   | 70       | 18       | 0        | 0        | 0        | 0        | 0    | 0    | 0      | 0      | 70   | 18   |
| スカイ・ブルー               | 2019           | NWSL           | 9      | 19       | 0        | —        | —        | —        | —        | —    | —    | —      | —      | 19   | 0    |
| スカイ・ブルー               | 2020           | NWSL           | 9      | —        |          | —        | —        | 6        | 1        | —    | —    | —      | —      | 6    | 1    |
| NJ/NY ゴッサムFC             | 2021           | NWSL           | 9      | 24       | 1        | —        | —        | 5        | 0        | —    | —    | —      | —      | 29   | 1    |
| NJ/NY ゴッサムFC             | 2022           | NWSL           | 9      | 20       | 1        | —        | —        | 6        | 1        | —    | —    | —      | —      | 26   | 2    |
| NJ/NY ゴッサムFC             | 2023           | NWSL           | 9      | 4        | 0        | —        | —        | 0        | 0        | —    | —    | —      | —      | 4    | 0    |
| NJ/NY ゴッサムFC             | 通算           | 通算           | 通算   | 67       | 2        | 0        | 0        | 17       | 2        | 0    | 0    | 0      | 0      | 84   | 4    |
| アルビレックス新潟レディース | 2023-24        | WE             | 19     | 20       | 3        | 2        | 1        | 6        | 0        | -    | -    | —      | —      | 28   | 4    |
| アルビレックス新潟レディース | 2024-25        | WE             | 19     | 22       | 2        | 4        | 0        | 5        | 0        | -    | -    | —      | —      | 31   | 2    |
| アルビレックス新潟レディース | 2025/26        | WE             | 9      |          |          |          |          |          |          | -    | -    | —      | —      |      |      |
| アルビレックス新潟レディース | 通算           | 通算           | 通算   | 42       | 5        | 6        | 1        | 11       | 0        | 0    | 0    | 0      | 0      | 59   | 6    |
| 通算                         | 日本           | 日本           | 1部    | 206      | 65       | 38       | 11       | 34       | 9        | 0    | 0    | 5      | 1      | 283  | 86   |
| 通算                         | アメリカ合衆国 | アメリカ合衆国 | 1部    | 137      | 20       | 0        | 0        | 17       | 2        | 0    | 0    | 0      | 0      | 154  | 22   |
| 総通算                       | 総通算         | 総通算         | 総通算 | 343      | 85       | 38       | 11       | 51       | 11       | 0    | 0    | 5      | 1      | 437  | 108  |

1. 1 2  2012日韓女子リーグチャンピオンシップ、国際女子サッカークラブ選手権2012の成績
2. 1 2  国際女子サッカークラブ選手権2013の成績

- ナショナル・ウィメンズ・サッカーリーグ
  - 初出場 - 2014年4月14日 ボストン・ブレイカーズ戦 (メモリアル・スタジアム（英語版）)[147]
  - 初得点 - 2014年5月1日 スカイブルーFC戦 (ユルカック・フィールド（英語版）)[147]

- WEリーグ
  - 初出場 - 2023年11月11日 第1節 INAC神戸レオネッサ戦 (ノエビアスタジアム神戸)[148]
  - 初得点 - 2024年3月10日 第9節 日テレ・東京ヴェルディベレーザ戦 (デンカビッグスワンスタジアム)[148]

### 代表
- 2008年5月31日 - 日本代表初出場 -  チャイニーズタイペイ戦（2008 AFC女子アジアカップ）
- 2011年3月4日 - 日本代表初得点 -  フィンランド戦（アルガルヴェ・カップ2011）

#### 主な出場歴
- 2004年 AFC U-19女子選手権 中国
- 2005年 ユニバーシアード トルコ 3位
- 2008年 AFC女子アジアカップ ベトナム 3位
- 2010年 AFC女子アジアカップ 中国 3位
- 2010年 アジア競技大会 優勝
- 2011年 アルガルヴェ・カップ 3位
- 2011年 FIFA女子ワールドカップ ドイツ 優勝
- 2012年 アルガルヴェ・カップ 準優勝
- 2012年 ロンドンオリンピック 準優勝
- 2013年 アルガルヴェ・カップ
- 2013年 女子東アジアカップ 準優勝
- 2014年 アルガルヴェ・カップ 準優勝
- 2014年 AFC女子アジアカップ 優勝
- 2014年 アジア競技大会 準優勝
- 2015年 FIFA女子ワールドカップ カナダ 準優勝
- 2018年 AFC女子アジアカップ 優勝

#### 試合数
| 日本代表 | 国際Aマッチ | 国際Aマッチ |
| 年       | 出場        | 得点        |
| -------- | ----------- | ----------- |
| 2008     | 1           | 0           |
| 2009     | 2           | 0           |
| 2010     | 7           | 0           |
| 2011     | 13          | 6           |
| 2012     | 16          | 3           |
| 2013     | 11          | 3           |
| 2014     | 17          | 6           |
| 2015     | 11          | 1           |
| 2016     | 4           | 1           |
| 2018     | 8           | 0           |
| 通算     | 90          | 20          |

#### 出場試合
| 出場試合一覧 | 出場試合一覧   | 出場試合一覧                           | 出場試合一覧                                         | 出場試合一覧         | 出場試合一覧   | 出場試合一覧 | 出場試合一覧                                       | 出場試合一覧 |
| #            | 開催日         | 開催都市                               | スタジアム                                           | 対戦国               | 結果           | 監督         | 大会                                               | 出典         |
| ------------ | -------------- | -------------------------------------- | ---------------------------------------------------- | -------------------- | -------------- | ------------ | -------------------------------------------------- | ------------ |
| 1.           | 2008年5月31日  | ホーチミン                             |                                                      | チャイニーズタイペイ | ○ 11-0         | 佐々木則夫   | 2008 AFC女子アジアカップ                           |              |
| 2.           | 2009年7月29日  | マンハイム                             |                                                      | ドイツ               | △ 0-0          | 佐々木則夫   | 国際親善試合                                       |              |
| 3.           | 2009年8月01日  | モンタルジ                             | スタッド・モーリス・ベロー                           | フランス             | ○ 4-0          | 佐々木則夫   | 国際親善試合                                       | [ 149 ]      |
| 4.           | 2010年5月11日  | 新潟                                   | 東北電力ビッグスワンスタジアム                       | メキシコ             | ○ 3-0          | 佐々木則夫   | 2010 AFC女子アジアカップ 壮行試合                  | [ 150 ]      |
| 5.           | 2010年5月22日  | 成都                                   | 成都市体育中心                                       | タイ                 | ○ 4-0          | 佐々木則夫   | 2010 AFC女子アジアカップ                           | [ 151 ]      |
| 6.           | 2010年5月24日  | 成都                                   | 成都市体育中心                                       | 北朝鮮               | ○ 2-1          | 佐々木則夫   | 2010 AFC女子アジアカップ                           | [ 152 ]      |
| 7.           | 2010年5月30日  | 成都                                   | 成都市体育中心                                       | 中華人民共和国       | ○ 2-0          | 佐々木則夫   | 2010 AFC女子アジアカップ                           | [ 153 ]      |
| 8.           | 2010年11月14日 | 広州                                   | 黄埔体育中心                                         | タイ                 | ○ 4-0          | 佐々木則夫   | 第16回アジア競技大会                               | [ 154 ]      |
| 9.           | 2010年11月18日 | 広州                                   | 広州大学城体育中心                                   | 北朝鮮               | △ 0-0          | 佐々木則夫   | 第16回アジア競技大会                               | [ 155 ]      |
| 10.          | 2010年11月22日 | 広州                                   | 天河体育中心体育場                                   | 北朝鮮               | ○ 1-0          | 佐々木則夫   | 第16回アジア競技大会                               | [ 156 ]      |
| 11.          | 2011年3月2日   | ヴィラ・レアル・デ・サント・アントニオ | 市営スタジアム                                       | アメリカ合衆国       | ● 1-2          | 佐々木則夫   | アルガルヴェ・カップ2011                           | [ 157 ]      |
| 12.          | 2011年3月4日   | ラゴス                                 | 市営スタジアム                                       | フィンランド         | ○ 5-0          | 佐々木則夫   | アルガルヴェ・カップ2011                           | [ 158 ]      |
| 13.          | 2011年3月9日   | パルシャル                             | ベラ・ヴィスタ市営スタジアム                         | スウェーデン         | ○ 2-1          | 佐々木則夫   | アルガルヴェ・カップ2011                           | [ 159 ]      |
| 14.          | 2011年5月18日  | ケーリー                               | ウェイクメド・サッカー・パーク                       | アメリカ合衆国       | ● 0-2          | 佐々木則夫   | 国際親善試合 ～アメリカ遠征～                      | [ 160 ]      |
| 15.          | 2011年7月1日   | レーヴァークーゼン                     | FIFA女子ワールドカップスタジアム・レーヴァークーゼン | メキシコ             | ○ 4-0          | 佐々木則夫   | 2011 FIFA女子ワールドカップ                        | [ 161 ]      |
| 16.          | 2011年7月5日   | アウクスブルク                         | FIFA女子ワールドカップスタジアム・アウクスブルク     | イングランド         | ● 0-2          | 佐々木則夫   | 2011 FIFA女子ワールドカップ                        | [ 162 ]      |
| 17.          | 2011年7月13日  | フランクフルト                         | FIFA女子ワールドカップスタジアム・フランクフルト     | スウェーデン         | ○ 3-1          | 佐々木則夫   | 2011 FIFA女子ワールドカップ                        | [ 163 ]      |
| 18.          | 2011年7月17日  | フランクフルト                         | FIFA女子ワールドカップスタジアム・フランクフルト     | アメリカ合衆国       | ○ 2-2 (PK 3-1) | 佐々木則夫   | 2011 FIFA女子ワールドカップ                        | [ 164 ]      |
| 19.          | 2011年9月1日   | 済南                                   | 山東省体育中心体育場                                 | タイ                 | ○ 3-0          | 佐々木則夫   | 2012年ロンドンオリンピック・アジア最終予選         | [ 165 ]      |
| 20.          | 2011年9月3日   | 済南                                   | 済南オリンピック・スポーツセンター                   | 韓国                 | ○ 2-1          | 佐々木則夫   | 2012年ロンドンオリンピック・アジア最終予選         | [ 166 ]      |
| 21.          | 2011年9月5日   | 済南                                   | 山東省体育中心体育場                                 | オーストラリア       | ○ 1-0          | 佐々木則夫   | 2012年ロンドンオリンピック・アジア最終予選         | [ 167 ]      |
| 22.          | 2011年9月8日   | 済南                                   | 山東省体育中心体育場                                 | 北朝鮮               | △ 1-1          | 佐々木則夫   | 2012年ロンドンオリンピック・アジア最終予選         | [ 168 ]      |
| 23.          | 2011年9月11日  | 済南                                   | 済南オリンピック・スポーツセンター                   | 中華人民共和国       | ○ 1-0          | 佐々木則夫   | 2012年ロンドンオリンピック・アジア最終予選         | [ 169 ]      |
| 24.          | 2012年2月29日  | パルシャル                             | ベラ・ヴィスタ市営スタジアム                         | ノルウェー           | ○ 2-1          | 佐々木則夫   | アルガルヴェ・カップ2012                           | [ 170 ]      |
| 25.          | 2012年3月2日   | パルシャル                             | ベラ・ヴィスタ市営スタジアム                         | デンマーク           | ○ 2-0          | 佐々木則夫   | アルガルヴェ・カップ2012                           | [ 171 ]      |
| 26.          | 2012年3月5日   | ファロ ／ ローレ                       | エスタディオ・アルガルヴェ                           | アメリカ合衆国       | ○ 1-0          | 佐々木則夫   | アルガルヴェ・カップ2012                           | [ 172 ]      |
| 27.          | 2012年3月7日   | ファロ ／ ローレ                       | エスタディオ・アルガルヴェ                           | ドイツ               | ● 3-4          | 佐々木則夫   | アルガルヴェ・カップ2012                           | [ 173 ]      |
| 28.          | 2012年4月1日   | 仙台                                   | ユアテックスタジアム仙台                             | アメリカ合衆国       | △ 1-1          | 佐々木則夫   | キリンチャレンジカップ2012                         | [ 174 ]      |
| 29.          | 2012年4月5日   | 神戸                                   | ホームズスタジアム神戸                               | ブラジル             | ○ 4-1          | 佐々木則夫   | キリンチャレンジカップ2012                         | [ 175 ]      |
| 30.          | 2012年6月18日  | ハルムスタッド                         | オルヤンス・ヴァル                                   | アメリカ合衆国       | ● 1-4          | 佐々木則夫   | 国際親善試合 ～スウェーデン遠征～                  | [ 176 ]      |
| 31.          | 2012年6月20日  | ヨーテボリ                             | ガムラ・ウッレヴィ                                   | スウェーデン         | ○ 1-0          | 佐々木則夫   | 国際親善試合 ～スウェーデン遠征～                  | [ 177 ]      |
| 32.          | 2012年7月11日  | 東京                                   | 国立競技場                                           | オーストラリア       | ○ 3-0          | 佐々木則夫   | キリンチャレンジカップ2012                         |              |
| 33.          | 2012年7月19日  | パリ                                   | スタッド・シャルレティ                               | フランス             | ● 0-2          | 佐々木則夫   | 国際親善試合                                       |              |
| 34.          | 2012年7月25日  | コヴェントリー                         | シティ・オブ・コヴェントリー・スタジアム             | カナダ               | ○ 2-1          | 佐々木則夫   | 2012年ロンドンオリンピック                         | [ 178 ]      |
| 35.          | 2012年7月28日  | コヴェントリー                         | シティ・オブ・コヴェントリー・スタジアム             | スウェーデン         | △ 0-0          | 佐々木則夫   | 2012年ロンドンオリンピック                         | [ 179 ]      |
| 36.          | 2012年7月31日  | カーディフ                             | ミレニアム・スタジアム                               | 南アフリカ共和国     | △ 0-0          | 佐々木則夫   | 2012年ロンドンオリンピック                         | [ 180 ]      |
| 37.          | 2012年8月3日   | カーディフ                             | ミレニアム・スタジアム                               | ブラジル             | ○ 2-0          | 佐々木則夫   | 2012年ロンドンオリンピック                         | [ 181 ]      |
| 38.          | 2012年8月6日   | ロンドン                               | ウェンブリー・スタジアム                             | フランス             | ○ 2-1          | 佐々木則夫   | 2012年ロンドンオリンピック                         | [ 182 ]      |
| 39.          | 2012年8月9日   | ロンドン                               | ウェンブリー・スタジアム                             | アメリカ合衆国       | ● 1-2          | 佐々木則夫   | 2012年ロンドンオリンピック                         | [ 183 ]      |
| 40.          | 2013年3月6日   | パルシャル                             | ベラ・ヴィスタ市営スタジアム                         | ノルウェー           | ● 0-2          | 佐々木則夫   | アルガルヴェ・カップ2013                           | [ 184 ]      |
| 41.          | 2013年3月8日   | パルシャル                             | ベラ・ヴィスタ市営スタジアム                         | ドイツ               | ● 1-2          | 佐々木則夫   | アルガルヴェ・カップ2013                           | [ 185 ]      |
| 42.          | 2013年3月11日  | ファロ ／ ローレ                       | エスタディオ・アルガルヴェ                           | デンマーク           | ○ 2-0          | 佐々木則夫   | アルガルヴェ・カップ2013                           | [ 186 ]      |
| 43.          | 2013年6月20日  | 鳥栖                                   | ベストアメニティスタジアム                           | ニュージーランド     | △ 1-1          | 佐々木則夫   | キリンチャレンジカップ2013                         | [ 187 ]      |
| 44.          | 2013年6月26日  | バートン＝アポン＝トレント             | ピレリ・スタジアム                                   | イングランド         | △ 1-1          | 佐々木則夫   | 国際親善試合 ～欧州遠征～                          | [ 188 ]      |
| 45.          | 2013年6月29日  | ミュンヘン                             | アリアンツ・アレーナ                                 | ドイツ               | ● 2-4          | 佐々木則夫   | 国際親善試合 ～欧州遠征～                          | [ 189 ]      |
| 46.          | 2013年7月20日  | ソウル                                 | ソウルワールドカップ競技場                           | 中華人民共和国       | ○ 2-0          | 佐々木則夫   | EAFF東アジアカップ2013                             | [ 190 ]      |
| 47.          | 2013年7月25日  | 華城                                   | 華城総合運動場                                       | 北朝鮮               | △ 0-0          | 佐々木則夫   | EAFF東アジアカップ2013                             | [ 191 ]      |
| 48.          | 2013年7月27日  | ソウル                                 | 蚕室総合運動場                                       | 韓国                 | ● 1-2          | 佐々木則夫   | EAFF東アジアカップ2013                             | [ 192 ]      |
| 49.          | 2013年9月22日  | 諫早                                   | 長崎県立総合運動公園陸上競技場                       | ナイジェリア         | ○ 2-0          | 佐々木則夫   | 国際親善試合                                       | [ 193 ]      |
| 50.          | 2013年9月26日  | 千葉                                   | フクダ電子アリーナ                                   | ナイジェリア         | ○ 2-0          | 佐々木則夫   | 国際親善試合                                       | [ 194 ]      |
| 51.          | 2014年3月5日   | パルシャル                             | ベラ・ヴィスタ市営スタジアム                         | アメリカ合衆国       | △ 1-1          | 佐々木則夫   | アルガルヴェ・カップ2014                           | [ 195 ]      |
| 52.          | 2014年3月7日   | パルシャル                             | ベラ・ヴィスタ市営スタジアム                         | デンマーク           | ○ 1-0          | 佐々木則夫   | アルガルヴェ・カップ2014                           | [ 196 ]      |
| 53.          | 2014年3月10日  | ファロ ／ ローレ                       | エスタディオ・アルガルヴェ                           | スウェーデン         | ○ 2-1          | 佐々木則夫   | アルガルヴェ・カップ2014                           | [ 197 ]      |
| 54.          | 2014年3月12日  | ファロ ／ ローレ                       | エスタディオ・アルガルヴェ                           | ドイツ               | ● 0-3          | 佐々木則夫   | アルガルヴェ・カップ2014                           | [ 198 ]      |
| 55.          | 2014年5月8日   | 大阪                                   | キンチョウスタジアム                                 | ニュージーランド     | ○ 2-1          | 佐々木則夫   | なでしこジャパンWORLD MATCH                        | [ 199 ]      |
| 56.          | 2014年5月14日  | ホーチミン                             | トンニャット・スタジアム                             | オーストラリア       | △ 2-2          | 佐々木則夫   | 2014 AFC女子アジアカップ                           | [ 200 ]      |
| 57.          | 2014年5月16日  | ホーチミン                             | トンニャット・スタジアム                             | ベトナム             | ○ 4-0          | 佐々木則夫   | 2014 AFC女子アジアカップ                           | [ 201 ]      |
| 58.          | 2014年5月22日  | ホーチミン                             | トンニャット・スタジアム                             | 中華人民共和国       | ○ 2-1          | 佐々木則夫   | 2014 AFC女子アジアカップ                           | [ 202 ]      |
| 59.          | 2014年5月25日  | ホーチミン                             | トンニャット・スタジアム                             | オーストラリア       | ○ 1-0          | 佐々木則夫   | 2014 AFC女子アジアカップ                           | [ 203 ]      |
| 60.          | 2014年9月13日  | 天童                                   | NDソフトスタジアム山形                               | ガーナ               | ○ 5-0          | 佐々木則夫   | なでしこジャパンWORLD MATCH                        | [ 204 ]      |
| 61.          | 2014年9月15日  | 仁川                                   | 仁川南洞アジアードラグビー競技場                     | 中華人民共和国       | △ 0-0          | 佐々木則夫   | 第17回アジア競技大会                               | [ 205 ]      |
| 62.          | 2014年9月18日  | 仁川                                   | 仁川南洞アジアードラグビー競技場                     | ヨルダン             | ○ 12-0         | 佐々木則夫   | 第17回アジア競技大会                               | [ 206 ]      |
| 63.          | 2014年9月22日  | 仁川                                   | 仁川文鶴競技場                                       | チャイニーズタイペイ | ○ 3-0          | 佐々木則夫   | 第17回アジア競技大会                               | [ 207 ]      |
| 64.          | 2014年9月26日  | 華城                                   | 華城スタジアム                                       | 香港                 | ○ 9-0          | 佐々木則夫   | 第17回アジア競技大会                               | [ 208 ]      |
| 65.          | 2014年9月29日  | 仁川                                   | 仁川サッカー競技場                                   | ベトナム             | ○ 3-0          | 佐々木則夫   | 第17回アジア競技大会                               | [ 209 ]      |
| 66.          | 2014年10月1日  | 仁川                                   | 仁川文鶴競技場                                       | 北朝鮮               | ● 1-3          | 佐々木則夫   | 第17回アジア競技大会                               | [ 210 ]      |
| 67.          | 2014年10月25日 | エドモントン                           | コモンウェルス・スタジアム                           | カナダ               | ○ 3-0          | 佐々木則夫   | 国際親善試合                                       | [ 211 ]      |
| 68.          | 2015年3月4日   | パルシャル                             | ベラ・ヴィスタ市営スタジアム                         | デンマーク           | ● 1-2          | 佐々木則夫   | アルガルヴェ・カップ2015                           | [ 212 ]      |
| 69.          | 2015年3月6日   | ファロ ／ ローレ                       | エスタディオ・アルガルヴェ                           | ポルトガル           | ○ 3-0          | 佐々木則夫   | アルガルヴェ・カップ2015                           | [ 213 ]      |
| 70.          | 2015年3月9日   | パルシャル                             | ベラ・ヴィスタ市営スタジアム                         | フランス             | ● 1-3          | 佐々木則夫   | アルガルヴェ・カップ2015                           | [ 214 ]      |
| 71.          | 2015年5月24日  | 丸亀                                   | 香川県立丸亀競技場                                   | ニュージーランド     | ○ 1-0          | 佐々木則夫   | MS&ADなでしこカップ2015                            | [ 215 ]      |
| 72.          | 2015年5月28日  | 長野                                   | 南長野運動公園総合球技場                             | イタリア             | ○ 1-0          | 佐々木則夫   | キリンチャレンジカップ2015                         | [ 216 ]      |
| 73.          | 2015年6月8日   | バンクーバー                           | BCプレイス・スタジアム                               | スイス               | ○ 1-0          | 佐々木則夫   | 2015 FIFA女子ワールドカップ                        | [ 217 ]      |
| 74.          | 2015年6月12日  | バンクーバー                           | BCプレイス・スタジアム                               | カメルーン           | ○ 2-1          | 佐々木則夫   | 2015 FIFA女子ワールドカップ                        | [ 218 ]      |
| 75.          | 2015年6月23日  | バンクーバー                           | BCプレイス・スタジアム                               | オランダ             | ○ 2-1          | 佐々木則夫   | 2015 FIFA女子ワールドカップ                        | [ 219 ]      |
| 76.          | 2015年6月27日  | エドモントン                           | コモンウェルス・スタジアム                           | オーストラリア       | ○ 1-0          | 佐々木則夫   | 2015 FIFA女子ワールドカップ                        | [ 220 ]      |
| 77.          | 2015年7月1日   | エドモントン                           | コモンウェルス・スタジアム                           | イングランド         | ○ 2-1          | 佐々木則夫   | 2015 FIFA女子ワールドカップ                        | [ 221 ]      |
| 78.          | 2015年7月5日   | バンクーバー                           | BCプレイス・スタジアム                               | アメリカ合衆国       | ● 2-5          | 佐々木則夫   | 2015 FIFA女子ワールドカップ                        | [ 222 ]      |
| 79.          | 2016年2月29日  | 大阪                                   | キンチョウスタジアム                                 | オーストラリア       | ● 1-3          | 佐々木則夫   | 2016年リオデジャネイロオリンピック・アジア最終予選 | [ 223 ]      |
| 80.          | 2016年3月2日   | 大阪                                   | キンチョウスタジアム                                 | 韓国                 | △ 1-1          | 佐々木則夫   | 2016年リオデジャネイロオリンピック・アジア最終予選 | [ 224 ]      |
| 81.          | 2016年3月4日   | 大阪                                   | キンチョウスタジアム                                 | 中華人民共和国       | ● 1-2          | 佐々木則夫   | 2016年リオデジャネイロオリンピック・アジア最終予選 | [ 225 ]      |
| 82.          | 2016年3月7日   | 大阪                                   | キンチョウスタジアム                                 | ベトナム             | ○ 6-1          | 佐々木則夫   | 2016年リオデジャネイロオリンピック・アジア最終予選 | [ 226 ]      |
| 83.          | 2018年4月1日   | 諫早                                   | トランスコスモススタジアム長崎                       | ガーナ               | ○ 7-1          | 高倉麻子     | MS&ADカップ2018                                    | [ 227 ]      |
| 84.          | 2018年4月7日   | アンマン                               | キング・アブドゥッラー2世スタジアム                  | ベトナム             | ○ 4-0          | 高倉麻子     | 2018 AFC女子アジアカップ                           | [ 228 ]      |
| 85.          | 2018年4月10日  | アンマン                               | アンマン国際スタジアム                               | 韓国                 | △ 0-0          | 高倉麻子     | 2018 AFC女子アジアカップ                           | [ 229 ]      |
| 86.          | 2018年4月17日  | アンマン                               | キング・アブドゥッラー2世スタジアム                  | 中華人民共和国       | ○ 3-1          | 高倉麻子     | 2018 AFC女子アジアカップ                           | [ 230 ]      |
| 87.          | 2018年6月10日  | ウェリントン                           | ウエストパック・スタジアム                           | ニュージーランド     | ○ 3-1          | 高倉麻子     | 国際親善試合                                       | [ 231 ]      |
| 88.          | 2018年7月26日  | カンザスシティ                         | チルドレンズ・マーシー・パーク                       | アメリカ合衆国       | ● 2-4          | 高倉麻子     | 2018 トーナメント・オブ・ネーションズ              | [ 232 ]      |
| 89.          | 2018年7月29日  | イーストハートフォード                 | プラット・アンド・ホイットニー・スタジアム           | ブラジル             | ● 1-2          | 高倉麻子     | 2018 トーナメント・オブ・ネーションズ              | [ 233 ]      |
| 90.          | 2018年8月2日   | ブリッジビュー                         | トヨタ・パーク                                       | オーストラリア       | ● 0-2          | 高倉麻子     | 2018 トーナメント・オブ・ネーションズ              | [ 234 ]      |

#### ゴール
| ゴール一覧 | ゴール一覧     | ゴール一覧                 | ゴール一覧                                       | ゴール一覧           | ゴール一覧 | ゴール一覧 | ゴール一覧                                         | ゴール一覧 |
| #          | 開催日         | 開催都市                   | スタジアム                                       | 対戦国               | 結果       | 監督       | 大会                                               | 出典       |
| ---------- | -------------- | -------------------------- | ------------------------------------------------ | -------------------- | ---------- | ---------- | -------------------------------------------------- | ---------- |
| 1.         | 2011年3月4日   | ラゴス                     | 市営スタジアム                                   | フィンランド         | ○ 5-0      | 佐々木則夫 | アルガルヴェ・カップ2011                           | [ 235 ]    |
| 2.         | 2011年3月9日   | パルシャル                 | ベラ・ヴィスタ市営スタジアム                     | スウェーデン         | ○ 2-1      | 佐々木則夫 | アルガルヴェ・カップ2011                           | [ 236 ]    |
| 3.         | 2011年7月13日  | フランクフルト             | FIFA女子ワールドカップスタジアム・フランクフルト | スウェーデン         | ○ 3-1      | 佐々木則夫 | 2011 FIFA女子ワールドカップ                        | [ 237 ]    |
| 4.         | 2011年7月13日  | フランクフルト             | FIFA女子ワールドカップスタジアム・フランクフルト | スウェーデン         | ○ 3-1      | 佐々木則夫 | 2011 FIFA女子ワールドカップ                        | [ 237 ]    |
| 5.         | 2011年9月1日   | 済南                       | 山東省体育中心体育場                             | タイ                 | ○ 3-0      | 佐々木則夫 | 2012年ロンドンオリンピック・アジア最終予選         | [ 238 ]    |
| 6.         | 2011年9月5日   | 済南                       | 山東省体育中心体育場                             | オーストラリア       | ○ 1-0      | 佐々木則夫 | 2012年ロンドンオリンピック・アジア最終予選         | [ 239 ]    |
| 7.         | 2012年2月29日  | パルシャル                 | ベラ・ヴィスタ市営スタジアム                     | ノルウェー           | ○ 2-1      | 佐々木則夫 | アルガルヴェ・カップ2012                           | [ 240 ]    |
| 8.         | 2012年3月7日   | ファロ ／ ローレ           | エスタディオ・アルガルヴェ                       | ドイツ               | ● 3-4      | 佐々木則夫 | アルガルヴェ・カップ2012                           | [ 241 ]    |
| 9.         | 2012年7月25日  | コヴェントリー             | シティ・オブ・コヴェントリー・スタジアム         | カナダ               | ○ 2-1      | 佐々木則夫 | 2012年ロンドンオリンピック                         | [ 242 ]    |
| 10.        | 2013年3月11日  | ファロ ／ ローレ           | エスタディオ・アルガルヴェ                       | デンマーク           | ○ 2-0      | 佐々木則夫 | アルガルヴェ・カップ2013                           | [ 243 ]    |
| 11.        | 2013年6月26日  | バートン＝アポン＝トレント | ピレリ・スタジアム                               | イングランド         | △ 1-1      | 佐々木則夫 | 国際親善試合                                       | [ 244 ]    |
| 12.        | 2013年9月22日  | 諫早                       | 長崎県立総合運動公園陸上競技場                   | ナイジェリア         | ○ 2-0      | 佐々木則夫 | 国際親善試合                                       | [ 245 ]    |
| 13.        | 2014年5月16日  | ホーチミン                 | トンニャット・スタジアム                         | ベトナム             | ○ 4-0      | 佐々木則夫 | 2014 AFC女子アジアカップ                           | [ 246 ]    |
| 14.        | 2014年5月16日  | ホーチミン                 | トンニャット・スタジアム                         | ベトナム             | ○ 4-0      | 佐々木則夫 | 2014 AFC女子アジアカップ                           | [ 246 ]    |
| 15.        | 2014年9月18日  | 仁川                       | 仁川南洞アジアードラグビー競技場                 | ヨルダン             | ○ 12-0     | 佐々木則夫 | 第17回アジア競技大会                               | [ 247 ]    |
| 16.        | 2014年9月18日  | 仁川                       | 仁川南洞アジアードラグビー競技場                 | ヨルダン             | ○ 12-0     | 佐々木則夫 | 第17回アジア競技大会                               | [ 247 ]    |
| 17.        | 2014年9月22日  | 仁川                       | 仁川文鶴競技場                                   | チャイニーズタイペイ | ○ 3-0      | 佐々木則夫 | 第17回アジア競技大会                               | [ 248 ]    |
| 18.        | 2014年10月25日 | エドモントン               | コモンウェルス・スタジアム                       | カナダ               | ○ 3-0      | 佐々木則夫 | 国際親善試合                                       | [ 249 ]    |
| 19.        | 2015年3月9日   | パルシャル                 | ベラ・ヴィスタ市営スタジアム                     | フランス             | ● 1-3      | 佐々木則夫 | アルガルヴェ・カップ2015                           | [ 250 ]    |
| 20.        | 2016年3月7日   | 大阪                       | キンチョウスタジアム                             | ベトナム             | ○ 6-1      | 佐々木則夫 | 2016年リオデジャネイロオリンピック・アジア最終予選 | [ 251 ]    |

## タイトル・表彰

### クラブ
- 日本体育大学
  - 全日本大学女子サッカー選手権大会：2回（2004年、2007年）

- INAC神戸レオネッサ
  - なでしこリーグ：3回（2011、2012、2013）
  - 皇后杯全日本女子サッカー選手権大会：6回（2010、2011、2012、2013、2015、2016）
  - なでしこリーグカップ：1回（2013）
  - 国際女子サッカークラブ選手権 : 1回 (2013)
  - 日韓女子リーグチャンピオンシップ：1回（2012）

- シアトル・レインFC
  - NWSLシールド：1回 (2014)

### 代表
- 日本女子代表（なでしこジャパン）
  - FIFA女子ワールドカップ：1回（2011）
  - アジア競技大会：1回（2010）
  - AFC女子アジアカップ：2回（2014、2018）

### 個人
- WEリーグ
  - 優秀選手賞: 2回 (2023-24、2024-25)

- なでしこリーグ
  - 最優秀選手賞 (MVP): 2回（2011、2013)
  - 得点王: 1回 (2011)※大野忍とのW受賞
  - ベストイレブン: 4回 (2010、2011、2012、2013)
  - なでしこリーグオールスター選出: 3回 (2008、2009、2010)

- NWSL
  - ベストイレブン: 1回 (2014)
  - 週間最優秀選手: 4回 (2014年 第13週、第16週、2016年 第11週、2017年 第5週)
  - 月間ベストイレブン: 1回 (2017年5月)

### 表彰
- 国民栄誉賞（2011年、2011 FIFA女子ワールドカップ日本女子代表の一員として）
- 紫綬褒章（2011年、同上）

## CM出演
- ファミリーマート（彩り famima DELI）
- サンヨー食品（KING CUP）（サッポロ一番）
- 大塚製薬（カロリーメイト）
- シダックス（レストランカラオケ SHIDAX）
- トヨタ自動車（トリプルアシスト）
- ロート製薬（アクネロジー）
- フルッタフルッタ（アサイードリンク）
- 日本生命（みらいファクトリー）
- 日本航空（2015年）[252]
- 中田食品（梅なでしこ）[253]
- ライズTOKYO（スリープマジック）

## 出版

### 執筆書籍
- 2012年 夢をかなえるチカラ―なでしこ☆川澄奈穂美の笑顔の秘密（小学館）ISBN 978-4093882606

### 関連書籍
- 2012年 なでしこの★キセキ★川澄奈穂美物語（少年サンデーコミックス、原作 上野直彦 漫画大和屋エコ）ISBN 978-4091238481
- 2012年 なでしこの誓い ～世界一の心のきずな物語～（学研プラス、上野直彦著）ISBN 978-4052035203
- 2016年 スポーツ感動物語 アスリートの原点 第1巻 才能に勝る努力（学研プラス）ISBN 978-4055011846